# Dirk Gently
Dirk Gently är en fiktiv gestalt skapad av Douglas Adams. Han även känd under flera andra namn, däribland Svlad Cjelli, och är huvudperson i två romaner av Adams, Dirk Gentlys holistiska detektivbyrå och Tedags för dystra själar. Som framgår av boktiteln har han en holistisk detektivbyrå. Han är ständigt pank, bär en röd hatt och specialiserar sig på bortsprungna katter och skilsmässomål. I Dirk Gentlys Holistiska Detektivbyrå reser han i tiden, och i Tedags för dystra själar färdas han mellan olika dimensioner.
Dirk Gentlys metoder är minst sagt kontroversiella och han ser samband där ingen annan ser dem. Allt från till synes slumpmässiga händelser till de mest vardagliga beteenden kan vara del av något större, enligt Dirk.
Under sin studietid lyckades han få rykte om att ha en klärvoajant förmåga, genom att energiskt förneka att han hade någon sådan. Han ägnade sig åt mildare former av bedräglig verksamhet, men blev slutligen fälld i domstol för att ha spritt ut årets examensskrivningar i förväg. (I själva verket hade bara hittat på lite frågor, men genom ett märkligt sammanträffande råkade det bli exakta kopior av de riktiga skrivningarna.)
Adams hann skriva två böcker om den egendomliga privatspanaren före sin död 2001. Han hade även planer på en tredje bok (The Salmon of Doubt) men den kunde lika gärna blivit ytterligare en bok i Liftarens guide till galaxen-serien.
2016-2017 släppte BBC America en TV-serie om Dirk Gently.

## Böcker med Dirk Gently
- Dirk Gentlys holistiska detektivbyrå (Dirk Gently's Holistic Detective Agency) 1988
- Tedags för dystra själar (The Long, Dark Tea-Time of the Soul) 1989
- The Salmon of Doubt (material i Douglas Adams dator, funnet efter hans död) 2002